# Queteletindex

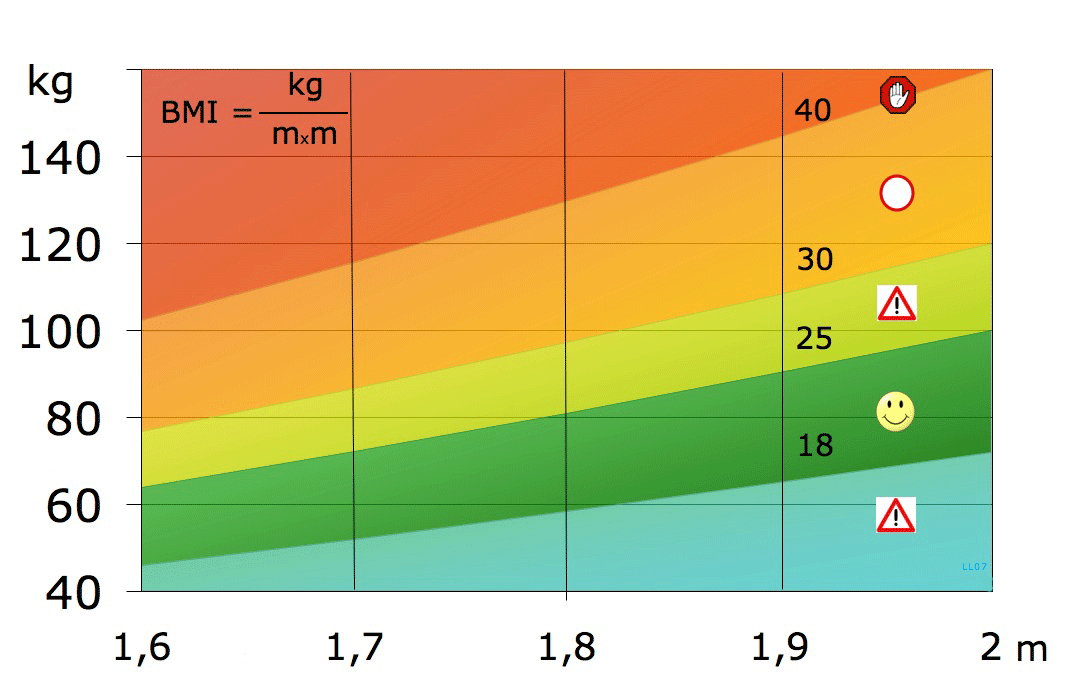
Body Mass Index

De queteletindex (QI) of body mass index (BMI) is een index die de verhouding tussen lengte en gewicht bij een persoon weergeeft. De BMI wordt veel gebruikt om een indicatie te krijgen of er sprake is van overgewicht of ondergewicht. De BMI heeft een goede correlatie met de hoeveelheid lichaamsvet.

## Individuele verschillen
De BMI kan niet gebruikt worden als betrouwbare maat voor overgewicht bij een individu, aangezien individuele verschillen in lichaamsbouw niet in de berekening worden meegewogen (verhouding van spier-, bot- en vetweefsel). Een bodybuilder kan veel spiermassa hebben en zeer weinig vet, waardoor een berekening van de verhouding van lengte en gewicht een hoog BMI kan geven, terwijl veel bodybuilders weinig vet hebben en men volgens de standaardberekening overgewicht zou hebben. In de geneeskunde wordt desondanks de BMI wel veel gebruikt. In de dagelijkse medische praktijk is de BMI goed bruikbaar en voldoende betrouwbaar. Dit geldt met name bij grotere afwijkingen zoals ondergewicht en overgewicht. Afhankelijk van geslacht en leeftijd gelden er verschillende richtlijnen.

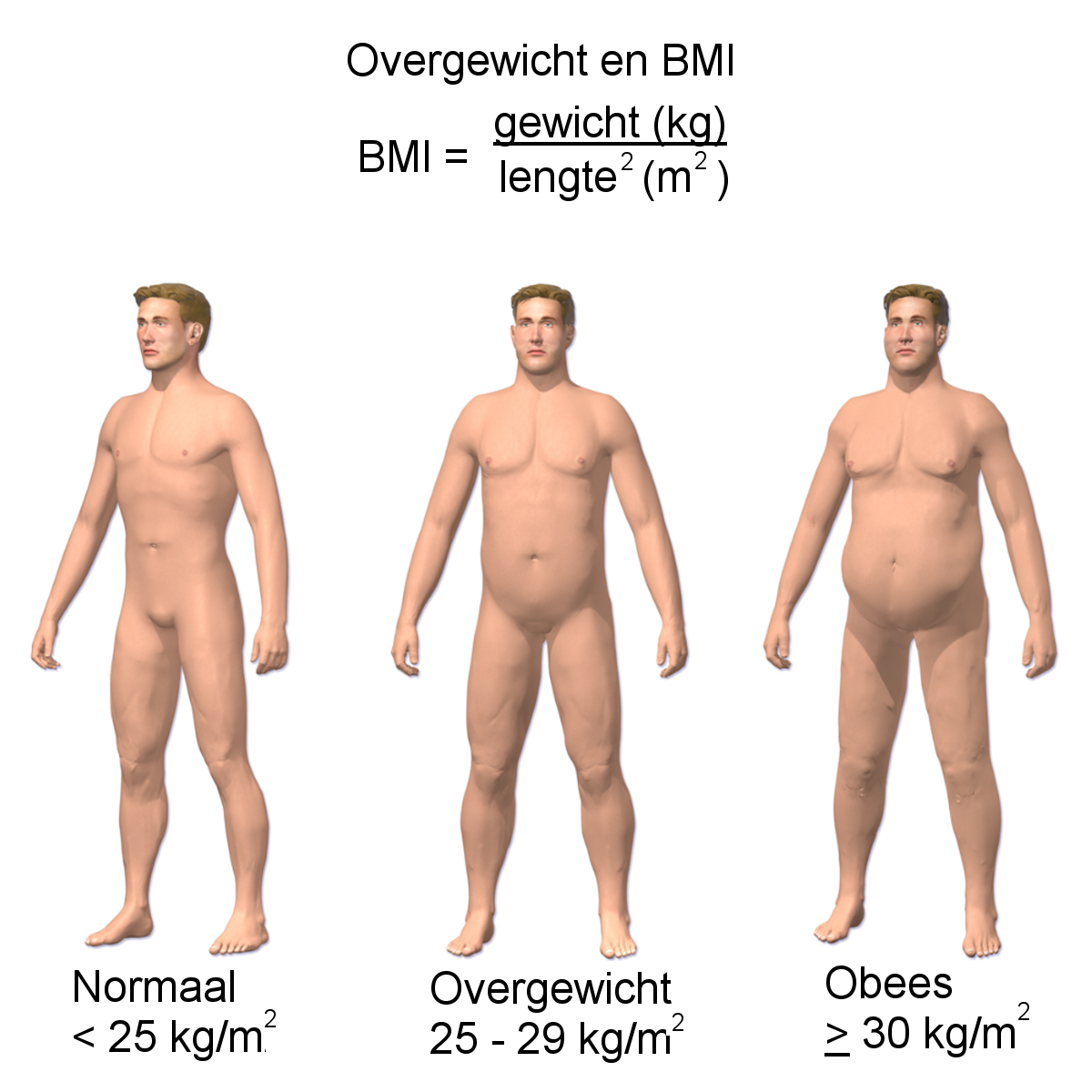
Overgewicht en BMI bij mannen geïllustreerd

Ook bij kleine mensen is de BMI niet bruikbaar. Voor mensen met groeistoornis achondroplasie is in 2008 een alternatief voor de BMI ontwikkeld in de vorm van lengte-gewichtcurven, die verschillen voor mannen en vrouwen.
Ook bij ouderen is de BMI minder goed bruikbaar, omdat vanaf het 60ste levensjaar de botmassa daalt en de mensen ook kleiner worden. Maar ook bij ouderen gaat een hoge BMI gepaard met slechtere gezondheid.
Voor sommige Aziatische populaties geldt dat het vetpercentage hoger is bij eenzelfde BMI dan voor Westerse mensen. Voor populaties uit Oceanië geldt juist het omgekeerde, het vetpercentage is lager bij eenzelfde BMI.

## Geschiedenis
De queteletindex is genoemd naar en bedacht door de Gentenaar Adolphe Quetelet (1796-1874). Van oorsprong was hij wiskundige en sterrenkundige, maar hij interesseerde zich ook voor sociale statistiek en maakte grafieken van bijvoorbeeld de sterftecijfers per maand in Brussel. Hij ontwikkelde ook ideeën over de "gemiddelde mens". Hij deed metingen bij dienstplichtigen, waardoor hij een pionier van de antropometrie en biostatistiek was. Hij gaf zijn resultaten in grafieken weer. In die tijd leidde dit tot heftige discussie, omdat velen betwijfelden of grafieken wel wetenschappelijk waren.

## Gebruik van de BMI
Ancel Keys was de wetenschapper die in 1972 de waarden van de BMI, ook bekend als Quetelet-index, koppelde aan een mager, gezond of te zwaar lichaam.
De BMI wordt sinds de jaren 90 onder andere door de Wereldgezondheidsorganisatie en de Amerikaanse overheid gebruikt. Hoewel de BMI een eenduidig criterium lijkt, wordt de betekenis van deze maat in Nederland in zowel de wetenschappelijke als maatschappelijke overgewichtarena en ondergewichtarena betwist. Onder epidemiologen, bewegingswetenschappers en partijen als de Obesitasvereniging wordt de BMI anders gepercipieerd en gevalideerd. Hoewel het overgewichtdebat een eenduidige discussie lijkt, komt na een analyse van de wetenschappelijke literatuur en interviews met verschillende partijen in Nederland een heel ander beeld van gebruik en constructie van de BMI naar voren.

## Formule
De waarde van de queteletindex is gelijk aan de massa van het lichaam (in kilogram) gedeeld door het kwadraat van de lengte (in meter):
{\displaystyle QI={\frac {m}{h^{2}}}}
waarbij:
QI de queteletindex (in kg/m²)
m de massa in kg
h de lengte (hoogte) in m
Voorbeeld: een persoon van 90 kg en een lengte van 173 cm:
{\displaystyle QI={\frac {90\,{\rm {kg}}}{1{,}73\,{\rm {{m}\cdot 1{,}73\,{\rm {m}}}}}}={\frac {90}{2{,}9929}}\,{\rm {{kg/m^{2}}\approx 30\,{\rm {kg/m^{2}}}}}}
De queteletindex is in dit geval 30 kg/m2.

## Interpretatie
De BMI is oorspronkelijk opgezet om statistieken over groepen mensen te krijgen en niet om over- of ondergewicht van individuele mensen te bepalen. De exacte waarden van de index om iemand in een categorie in te delen variëren. De index doet namelijk geen uitspraak over het percentage vet in het lichaam van de persoon. Zwaar gespierde mensen (bodybuilders) kunnen dus in verhouding tot hun lengte een hoog gewicht hebben, maar worden over het algemeen niet als obees beschouwd. Het lichaamsgewicht alleen is dus geen goede indicator voor onder- of overgewicht. Er moet worden gecompenseerd voor lichaamsbouw. De BMI corrigeert alleen voor lichaamslengte, maar dat is dan ook verreweg de belangrijkste factor.
Het bijzondere van de BMI is dat deze voor mannen en vrouwen vrijwel gelijk uitvalt, hetgeen voor biometrische getallen zeldzaam is. Daarnaast is deze index redelijk onafhankelijk van de leeftijd. Dit maakt het mogelijk voor alle volwassenen dezelfde richtlijnen te hanteren.

## Categorieën
Een waarde van de index van minder dan 18,5 duidt op ondergewicht. Ondergewicht kan veroorzaakt worden door ondervoeding, een eetstoornis of door een ander gezondheidsprobleem. Vanaf een index van 25 wordt van (licht) overgewicht gesproken. Boven een waarde van 30 is er sprake van ernstig overgewicht of obesitas. Een waarde hoger dan 40 duidt op morbide obesitas of ziekelijk overgewicht. Boven de 50 spreekt men van superobesitas.
Veel consumenten en zorgaanbieders gebruiken de BMI als indicator voor leefstijl of gezondheid. Al in een vroeg stadium zou een waarde die neigt naar onder- of overgewicht moeten leiden tot een review van levensstijl of gezondheid. Het tijdig sturen op gedragsveranderingen of oplossen van onderliggende psychische of fysieke oorzaken kan ernstig afwijkende BMI-waarden voorkomen. Zeer grote afwijkingen zijn vaak het gevolg van het langdurig negeren van onderliggende oorzaken. Bij een queteletindex van boven de 40 en een leeftijd tussen de 18 en 65 jaar komt men in aanmerking voor een bariatrische chirurgische ingreep, dat wil zeggen een operatie om invloed uit te oefenen op het gewicht. Dit laatste redmiddel is symptoombestrijding waarbij onderliggende problemen lang niet altijd kunnen worden opgelost.
In 1998 is de BMI-norm voor overgewicht verlaagd van 27+ naar 25+ en is de leeftijdsgroep gesplitst in 19-69 jaar en 70 jaar en ouder. Men heeft dit onderscheid ingevoerd omdat rond de 70 jaar over het algemeen de lichaamslengte, de spiermassa en de botdichtheid afneemt.

### Volwassenen (19 tot 69 jaar)
| Index (kg/m²)   | Interpretatie         | Norm tot 1998 voor volwassenen van 19 jaar en ouder |
| --------------- | --------------------- | --------------------------------------------------- |
| minder dan 18,5 | ondergewicht          |                                                     |
| 18,5 tot 25     | normaal gewicht       | normaal gewicht                                     |
| 25 tot 27       | licht overgewicht     | normaal gewicht                                     |
| 27 tot 30       | matig overgewicht     |                                                     |
| 30 tot 40       | ernstig overgewicht   |                                                     |
| meer dan 40     | ziekelijk overgewicht |                                                     |

### Volwassenen (70 jaar en ouder)
| Index (kg/m²) | Interpretatie       |
| ------------- | ------------------- |
| minder dan 22 | ondergewicht        |
| 22 tot 28     | normaal gewicht     |
| 28 tot 30     | overgewicht         |
| 30 tot 40     | ernstig overgewicht |

In de Verenigde Staten is in 1994 geconstateerd dat 57% van de Amerikaanse mannen en 49% van de vrouwen een index hoger dan 25 hebben. 2% van de mannen en 4% van de vrouwen zijn zo zwaar dat ze een index van 40 hebben. Bij deze waarde kan worden gesproken van ziekelijk overgewicht.
In Nederland wonen rond 350.000 mannen (2%) en 500.000 vrouwen (3%) met een index van 30 of meer (2004). In 2012 was dat volgens het RIVM 13% van de bevolking. Overgewicht, een index boven de 25, had toen al 48% van de bevolking.

### BMI voor kinderen (van 6 tot 16 jaar)
Ook voor kinderen is de BMI een snelle en gemakkelijke methode om overgewicht te bepalen. Daarvoor moeten echter aangepaste grenswaarden worden gebruikt. Tijdens de groeifase (tot en met 21 jaar) verandert namelijk de hoeveelheid vetweefsel. Bovendien is de BMI bij kinderen geslachtsafhankelijk: meisjes hebben gemiddeld een iets hogere BMI dan jongens.
Ruwweg kan men de hieronder weergegeven BMI-waarden van het College voor zorgverzekeringen 2006 hanteren.
| Meisjes  | Te licht | Te zwaar | Obesitas |
| -------- | -------- | -------- | -------- |
| 6 jaar   | <13,92   | >17,34   | >19,65   |
| 7 jaar   | <14,00   | >17,75   | >20,51   |
| 8 jaar   | <14,16   | >18,35   | >21,57   |
| 9 jaar   | <14,42   | >19,07   | >22,81   |
| 10 jaar  | <14,78   | >19,86   | >24,11   |
| 11 jaar  | <15,25   | >20,74   | >25,42   |
| 12 jaar  | <15,83   | >21,68   | >26,67   |
| 13 jaar  | <16,43   | >22,58   | >27,76   |
| 14 jaar  | <17,01   | >23,34   | >28,57   |
| 15 jaar  | <17,52   | >23,94   | >29,11   |
| 16 jaar  | <17,95   | >24,37   | >29,43   |
| ≥17 jaar | <18      | >25      | >30      |

| Jongens  | Te licht | Te zwaar | Obesitas |
| -------- | -------- | -------- | -------- |
| 6 jaar   | <14,03   | >17,55   | >19,78   |
| 7 jaar   | <14,06   | >17,92   | >20,63   |
| 8 jaar   | <14,20   | >18,44   | >21,60   |
| 9 jaar   | <14,41   | >19,10   | >22,77   |
| 10 jaar  | <14,69   | >19,84   | >24,00   |
| 11 jaar  | <15,03   | >20,55   | >25,10   |
| 12 jaar  | <15,47   | >21,22   | >26,02   |
| 13 jaar  | <15,98   | >21,91   | >26,84   |
| 14 jaar  | <16,54   | >22,62   | >27,63   |
| 15 jaar  | <17,13   | >23,29   | >28,30   |
| 16 jaar  | <17,70   | >23,90   | >28,88   |
| ≥17 jaar | <18      | >25      | >30      |

## Alternatieven
Een meting van het vetpercentage door middel van densitometrie is een betere aanduiding voor gezondheidsrisico's, maar deze meting is moeilijker uit te voeren en bovendien zullen ook de richtlijnen en adviezen steeds naar sekse en leeftijd moeten worden uitgesplitst.
Nog een andere, conceptueel simpele maar in de praktijk niet altijd eenvoudig meetbare indicator voor een gezond gewicht is de tailleomtrek. Een tailleomtrek van minder dan 80 cm bij vrouwen of van minder dan 94 cm bij mannen wordt in Nederland als indicator van een normaal gewicht gezien. In de VS hanteert het Center for Disease Control andere waarden. Bijkomend probleem bij de tailleomtrek is dat deze op een vast punt gemeten moet worden. Een verschuiving van slechts enkele centimeters naar boven of onder rond de taille levert een relatief grote verandering in het omtrekcijfer op. Het voordeel van de tailleomtrek is het meer rekening houdt met buikvet. Er bestaat waarschijnlijk een verband tussen vetopslag rondom de buik en chronische gezondheidsklachten.

## Wetenswaardigheden
- In september 2006 werden op de modeshow van Madrid enkele modellen geweigerd omdat hun BMI lager dan 18 was. Inge Vervotte, toenmalig Vlaams minister voor Welzijn, zag hierin een aanleiding om in België een charter op te stellen met de modellenbureaus en de reclamesector om "anorexiamodellen" niet langer te laten showen.